# Carlo Maria l'Occaso
Carlo Maria l'Occaso (Castrovillari, 13 de dezembro de 1809 – Nice, 25 de fevereiro de 1854) foi um matemático, poeta e patriota da comuna de Castrovillari, Itália. Nasceu em dezembro de 1809, filho de Luigi e Maria Michela Palagano, e ainda menino se tornou órfão de mãe.
Sua educação ficou a cargo de um tio sacerdote. Ao término do estudo básico, mudou-se para Nápolis para aprofundar-se nas ciências filosóficas, físicas e matemáticas, passando pela literatura. Ao passar pelas escavações de Pompeia passou a cultivar um amor pelo estudo da história e arqueologia da região.
Com apenas 20 anos se diplomou em Direito. Foi aluno do famoso matemático Giacinto Cappelli cuja memória escreveu um discurso em Nápolis em 1839 intitulado Elogio funebre a Giacinto Cappelli.
Sobre sua cidade escreveu "Memoria della topografia e storia di Castrovillari", obra cuja primeira edição fez parte do 2° volume dos Atti dell' Accademia Cosentina, a segunda edição com um conteúdo um pouco expandido foi publicada em Nápolis em 1844.